# Баженов, Евгений Фомич
Евгений Фомич Баженов (1914—1978) — советский криптограф, полковник.

## Биография
Родился во Владикавказе в семье военного фельдшера. Не окончив среднюю школу, Евгений поступил работать на кожевенный завод, одновременно учился на рабфаке. Был направлен на учёбу в МВТУ, с 1941 года работал в Главном управлении Специальной Службы. Был начальником учебного отделения 5-го управления НКВД—НКГБ, 6-го управления МГБ, а также руководил Высшей школой криптографов. После реорганизации Главного управления Специальной Службы руководил Высшей школой 8-го управления МВД (впоследствии — 8-го Главного управления КГБ). После преобразования Высшей школы 8-го Главного управления КГБ в технический факультет Высшей школы КГБ — начальник, заместитель начальника технического факультета. С 1972 года — в отставке.